# Santa Maria dei Miracoli
Santa Maria dei Miracoli (Panna Maria Zázračná nebo Panna Maria Zázraků) je kostel v Římě ve čtvrti Campo Marzio na náměstí piazza del Popolo, mezi ulicemi via del Corso a via di Ripetta. Uvádí se jako dvojče protějšího kostela Santa Maria in Montesanto, i když se zblízka oba kostely dost liší, zejména půdorysem.

## Historie

### Kaple u Tibery
Popudem ke stavbě původní svatyně toho jména byl zázrak, který se podle tradice stal 20. června 1325, kdy žena na břehu Tibery vzývala obraz Madony namalovaný na stěně u řeky, aby Maria zachránila její dítě, které spadlo do vody. Záchrana dítěte vedla ke stavbě kaple zasvěcené Marii u řeky Tibery, nedaleko současného mostu Ponte Margherita. V kapli byl umístěn zázračný obraz, zvaný Madonna dei Miracoli, Madona zázračná. Kaplička se objevuje v dílech dobových kartografů, tedy v městských plánech Bufaliniho (1551), Tempesty (1593) a Losiho.
V září 1525 papež Klement VII. svěřil kapli nedaleké nemocnici Ospedale di San Giacomo degli Incurabili, takže bohaté dary věnované „Zázračné Panně“ mohly sloužit k pokrytí nákladů nemocnice. V roce 1529 kaple přešla na řád kapucínů, který ji však opustil hned v následujícím roce, když během povodně řeky Tibery byla zcela zaplavená vodou.
V následujících letech byla kaple u řeky svěřována do rukou různých náboženských kongregací a v roce 1590 byl obraz Panny Marie Zázračné přenesen do tehdy vybudovaného kostela San Giacomo in Augusta, kde se nachází dodnes. V kapli byla pak umístěna kopie.

### Kostel na náměstí piazza del Popolo
Protože místo u řeky Tibery bylo velmi nezdravé a vystavené neustálým záplavám, v roce 1661 papež Alexandr VII. nařídil, aby byl postaven na náměstí piazza del Popolo nový kostel k uchovávání kopie obrazu Panny Marie Zázračné. Nová budova měla nahradit stávající kostel zasvěcený sv. Uršule. Nový kostel se začal stavět, ale až 14 let po papežově rozkazu, v roce 1675, tedy 13 let po založení tak zvaného kostela-dvojčete Santa Maria di Montesanto. Kostel byl dokončen v roce 1679 a dva roky poté vysvěcen a otevřen pro veřejnost.
V roce 1793 byl kostel poskytnut Bratrstvu Nejsvětější svátosti oltářní a v roce 1856 Arcibratrstvu sv. Řehoře Divotvůrce. Do roku 1915 v kostele sloužili Kněží Nejsvětějšího Srdce Ježíšova z Bétharramu, který předtím působili v kostele Santi Angeli Custodi al Tritone, nyní zaniklém.

## Umění

### Exteriér
Fasádu charakterizuje výrazný obdélníkový pronaos, sloupová chrámová předsíň, korunovaný štítem, na kterém je napsáno jméno dobrodince kostela, kardinála Gastaldiho. Sloupy předsíně byly původně určeny pro zvonice Svatého Petra ve Vatikánu navržené Berninim, ale nikdy nerealizované.
Na na balustrádě stojí 10 soch světců, z nichž pouze některé lze s jistotou určit. Provedli je mezi roky 1676 a 1677 Filippo Carcani, Ercole Ferrata a další.
V horní části kostela je osmiboká kopule, pokrytá břidlicí, kterou navrhl a postavil Carlo Fontana.
V ulici via del Corso stojí zvonice, zrcadlový obraz zvonice sousedního kostela Santa Maria di Montesanto, připisovaná Gerolamovi Theodolimu nebo Francescovo Navonovi.

### Interiér

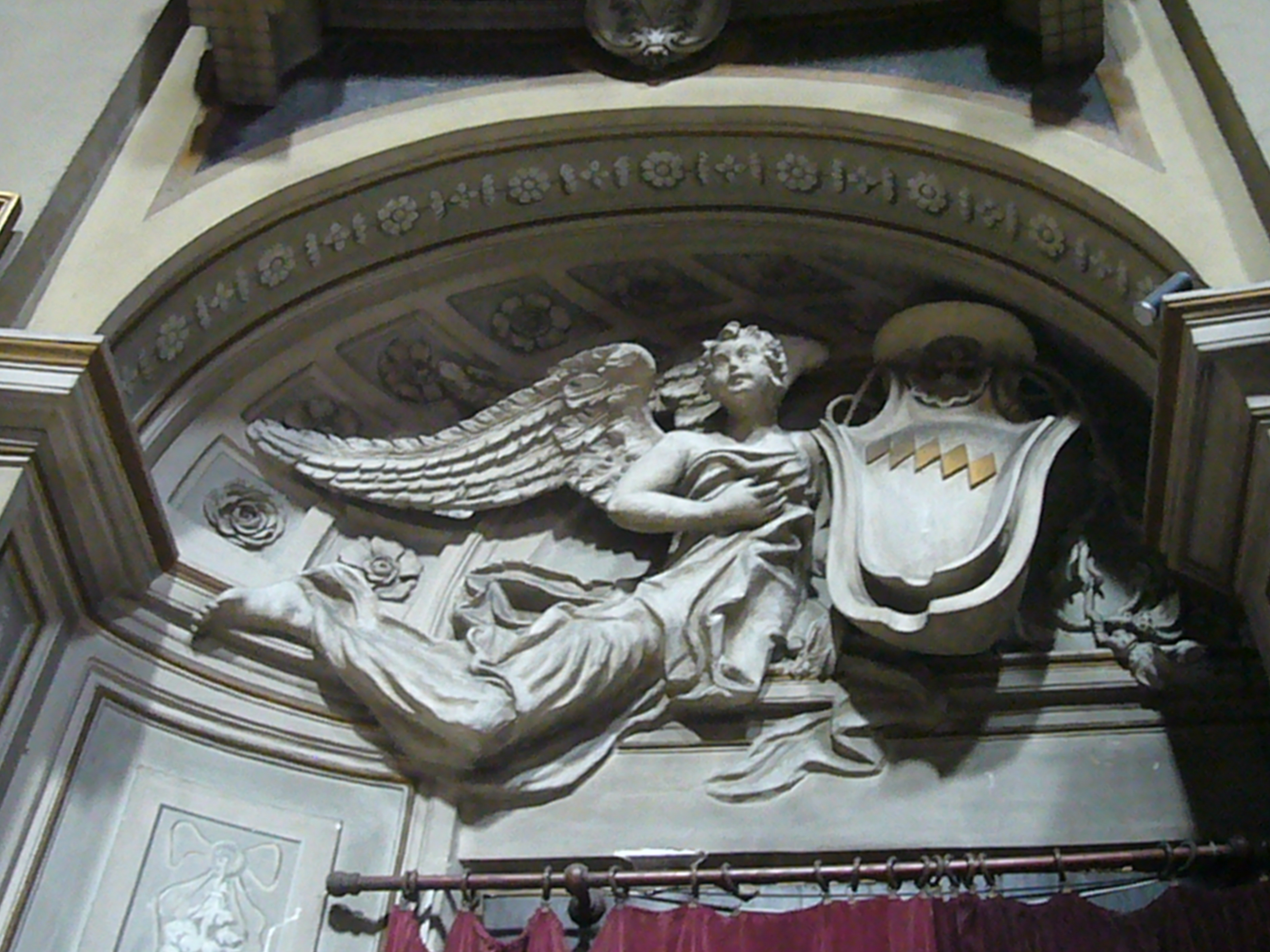
Znak kardinála Gastaldiho

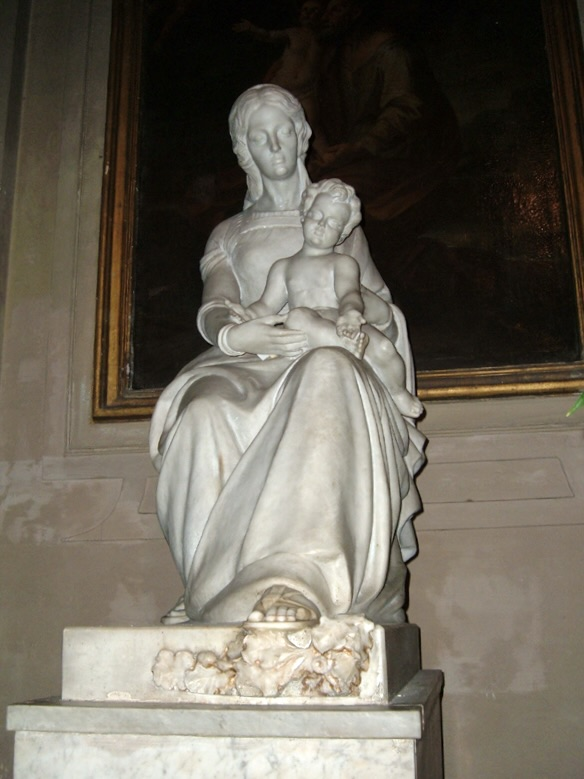
Socha Panny Marie z Betharramu

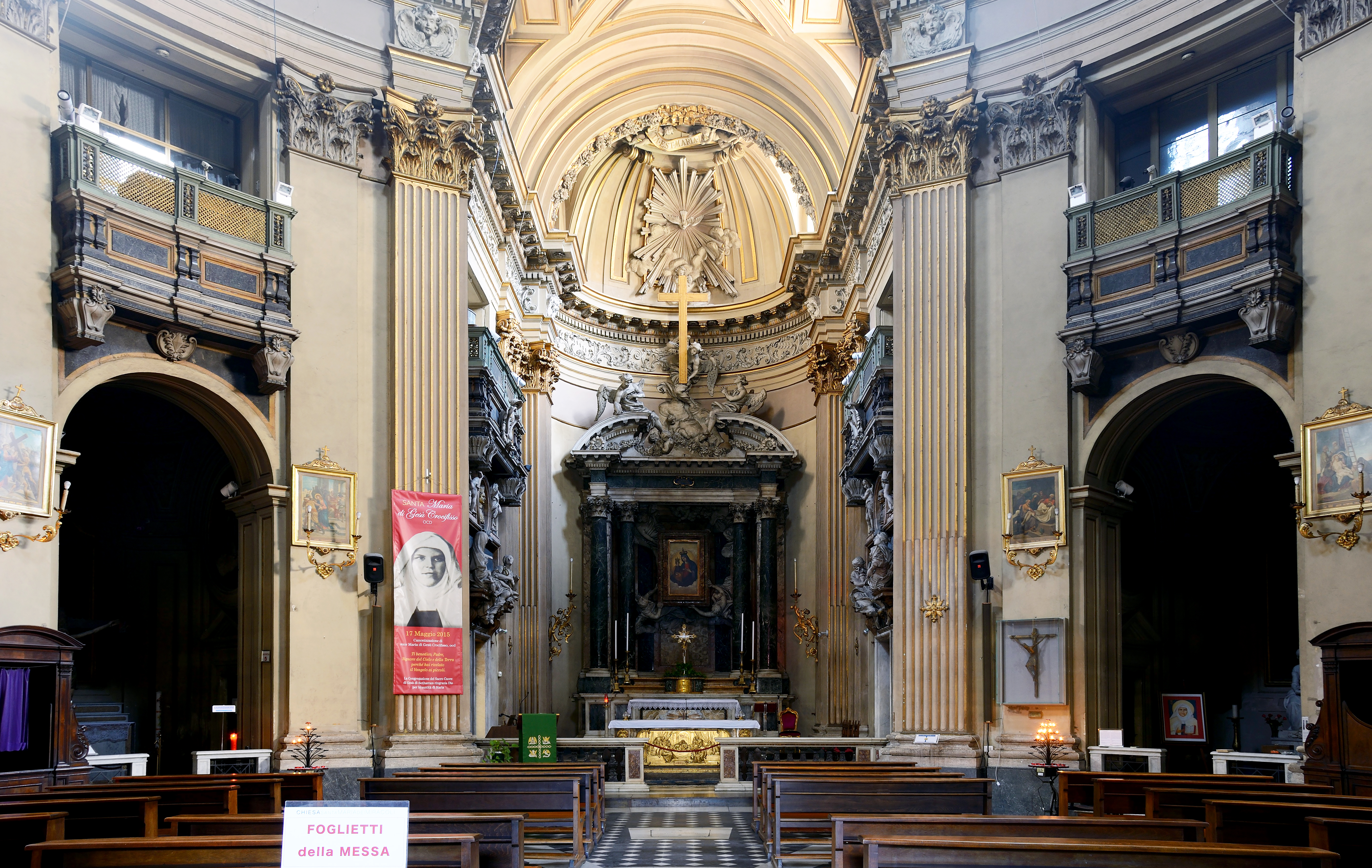
Interiér

Kostel má kruhový půdorys (zatímco jeho tzv. dvojče je eliptické) se čtyřmi bočními kaplemi a hlubokým kněžištěm. Jak exteriér, tak interiér navrhl Carlo Rainaldi a provedl Carlo Fontana. Uprostřed podlahy je umístěna kruhová deska s erbem kardinála Girolama Gastaldiho, dobrodince a patrona kostela; stejný znak se také nachází v průčelí nad pamětní deskou, která připomíná vybudování kostela.

#### Boční kaple
Chrám má čtyři boční kaple:
- první kaple vlevo, tzv. Kaple sv. Antonína, obsahuje:
  - obraz Panna Marie s Dítětem, sv. Antonínem Opatem a sv. Antonínem z Padovy, připisovaný k pařížskému umělci Henrymu Gascardovi;
  - náhrobek Antonia d'Este, žáka a přítele Antonia Canovy;
  - pod oltářem v urně jsou pozůstatky sv. Candidy, panny a mučednice, pocházející z Priscilliných katakomb na via Salaria;
- druhá kaple na levé straně, tzv. Růžencová kaple, obsahuje:
  - oltářní obraz zobrazující Madonu Růžencovou, kopii z 19. století originálu uchovávaného v bazilice Santa Balbina;
  - a dvě oválné fresky s pašijovou tematikou;
- Za kněžištěm se nachází kaple sv. Josefa; na sloupu, který odděluje tuto kapli a kněžiště, je bronzový kříž, který vytvořil Pericle Fazzini.
  - Kaple Svatého Josefa má jméno podle tam vystavené olejomalby na plátně zobrazující Svatého Josefa a Dítě Ježíše;
  - Nad bočními dveřmi kaple jsou dva kruhové obrazy Ježíš v domě Marty a Marie a Máří Magdaléna v domě farizea Šimona;
  - ve středu kaple je umístěna socha Panny Marie z Bétharramu, kopie, kterou provedl Gino Mazzini. Originál vytvořil Alexander Renoir a je ve Francii v kostele Sanctuaire de Notre-Dame de Bétharram;
- konečně, první kaple vpravo od vchodu je kaple Nanebevzetí Panny Marie, v níž jsou:
  - oltářní obraz Nanebevzatá a Sv. Řehoř Divotvůrce, který sem byl umístěn, když byl kostel svěřen Arcibratrstvu sv. Řehoře Divotvůrce;
  - na levé zdi socha sv. Michaela Garicoïtse, zakladatele Kněží Nejsvětějšího Srdce Páně, již v kostele sloužili, který byl svatořečen papežem Piem XII. v roce 1947;
  - na pravé stěně je náhrobek rodu Guglielmi delle Rocchette, vytvořený sochařem Cesarem Benagliem v roce 1868.

#### Kněžiště a sakristie
Hluboké kněžiště, které navrhl Carlo Fontana, je spojeno s lodí kostela triumfálním obloukem završeným znakem kardinála Gastaldiho.
Hlavní oltář byl vysvěcen 3. listopadu 1677. Autorem je Fontana, zatímco štuková výzdoba je dílem Antonia Raggiho. Ve středu oltáře je umístěn obraz Panny Marie Zázraků, kopie původní fresky z konce šestnáctého století. Originál nyní je v kostele San Giacomo v Augustě: Panna a Dítě jsou korunováni korunkami ze zlata; korunka Panny Marie se datuje k roku 1646 a byla jednou z prvních aplikovaných na liturgický obraz.
Po stranách presbytáře jsou dva náhrobky Gastaldiů: na levé straně je monument kardinála Girolama Gastaldiho, na pravé straně šlechtice Benedetta Gastaldiho; na náhrobcích se nacházejí čtyři sochy, představující nalevo Víru a Naději, napravo Opatrnost a Střídmost.
Velký sakristie byla postavena spolu s kostelem a její dekorace se datuje do 17. století; kromě dvou pamětních desek, které připomínají dřívější majitele kostela, sakristie uchovává mramorovou bustu papeže Pia VI.